# Alcoa, Tennessee
Alcoa är en ort i Blount County i Tennessee. Orten har fått namn efter företaget Alcoa. Vid 2010 års folkräkning hade Alcoa 8 449 invånare.